# Mahommedella rungsi
Mahommedella rungsi is een vlinder uit de familie van de houtboorders (Cossidae). De wetenschappelijke naam van deze soort is voor het eerst voorgesteld als Catopta rungsi door Franz Daniel en Thomas Joseph Witt in een publicatie uit 1974.
De soort komt voor in Marokko en de Westelijke Sahara.